# Dark Souls II
Dark Souls II (jap. ダークソウルツー Dāku Souru Tsū) – fabularna gra akcji wyprodukowana przez From Software i wydana przez Namco Bandai Games. Jest to sequel gry Dark Souls z 2011.
Została zapowiedziana 7 grudnia 2012 podczas Spike Video Game Awards 2012. Jej premiera odbyła się 11 marca 2014 na konsolach PlayStation 3 i Xbox 360 oraz 25 kwietnia na komputerach z systemem Windows.
Kolejna część serii, Dark Souls III, ukazała się w 2016 roku.